# Theridiosoma circuloargenteum
Espèce
Theridiosoma circuloargenteum est une espèce d'araignées aranéomorphes de la famille des Theridiosomatidae.

## Distribution
Cette espèce est endémique de Nouvelle-Galles du Sud en Australie.

## Publication originale
- Wunderlich, 1976 : Spinnen aus Australien. 1. Uloboridae, Theridiosomatidae und Symphytognathidae (Arachnida: Araneida). Senckenbergiana Biologica, vol. 57, p. 113-124.